# Alive (canción de Krewella)
«Alive» es una canción de la banda estadounidense de música electrónica Krewella. Fue lanzado como segundo sencillo de su EP Play Hard (2012). También fue incluido en su álbum debut Get Wet lanzado en 2013. Alcanzó el número 32 en el Hot 100 de los Estados Unidos donde fue certificado con el disco de oro. El video musical de la canción fue dirigido por Bryan Schlam

## Lista de canciones
| CD Promo |                                      |          |  |
| N.º      | Título                               | Duración |  |
| 1.       | «Alive» (Original Versión)           | 4:50     |  |
| 2.       | «Alive» (Cash Cash & Kalkutta Remix) | 5:32     |  |
| 3.       | «Alive» (Jakob Liedholm Remix)       | 6:15     |  |
| 4.       | «Alive» (Pegboard Nerds Remix)       | 5:15     |  |

| Descarga digital (Remix) |                          |          |  |
| N.º                      | Título                   | Duración |  |
| 1.                       | «Alive» (Hardwell Remix) | 5:52     |  |

## Posicionamiento en listas y certificaciones
| Lista (2013)                                | Mejor posición |
| ------------------------------------------- | -------------- |
| Bélgica (Flandes) (Ultratip Bubbling Under) | 24             |
| Bélgica (Valonia) (Ultratip Bubbling Under) | 22             |
| Canadá (Hot 100)                            | 50             |
| Eslovaquia (Radio Top 100 Chart)            | 96             |
| Estados Unidos (Billboard Hot 100)          | 32             |
| Estados Unidos (Pop Songs)                  | 9              |
| Estados Unidos (Dance/Electronic Songs)     | 4              |
| Estados Unidos (Hot Dance Airplay)          | 1              |
| Francia (SNEP)                              | 159            |
| México (Billboard Ingles Airplay)           | 5              |
| Países Bajos (Mega Single Top 100)          | 81             |
| República Checa (Radio Top 100 Chart)       | 30             |

| País           | Organismo certificador | Certificación    | Ref.  |
| -------------- | ---------------------- | ---------------- | ----- |
| Estados Unidos | RIAA                   | Disco de Platino | [ 2 ] |